# Dave Charnley
Dave Charnley est un boxeur anglais né le 10 octobre 1935 à Dartford et mort le 3 mars 2012 (inhumé au cimetière Medway à Chatham).

## Carrière
Champion britannique des poids légers en 1957, il échoue en championnat du monde face à Joe Brown le 2 décembre 1959 à Houston. Devenu champion d'Europe EBU l'année suivante, il s'incline à nouveau contre Brown lors du combat revanche organisé le 18 avril 1961.
Charnley défend en revanche son titre britannique avec succès jusqu'en 1963 puis met un terme à sa carrière après sa défaite contre Emile Griffith à Wembley le 1er décembre 1964.

## Distinction
- Brown - Charnley II est élu combat de l'année en 1961.